# Amt Deidesheim

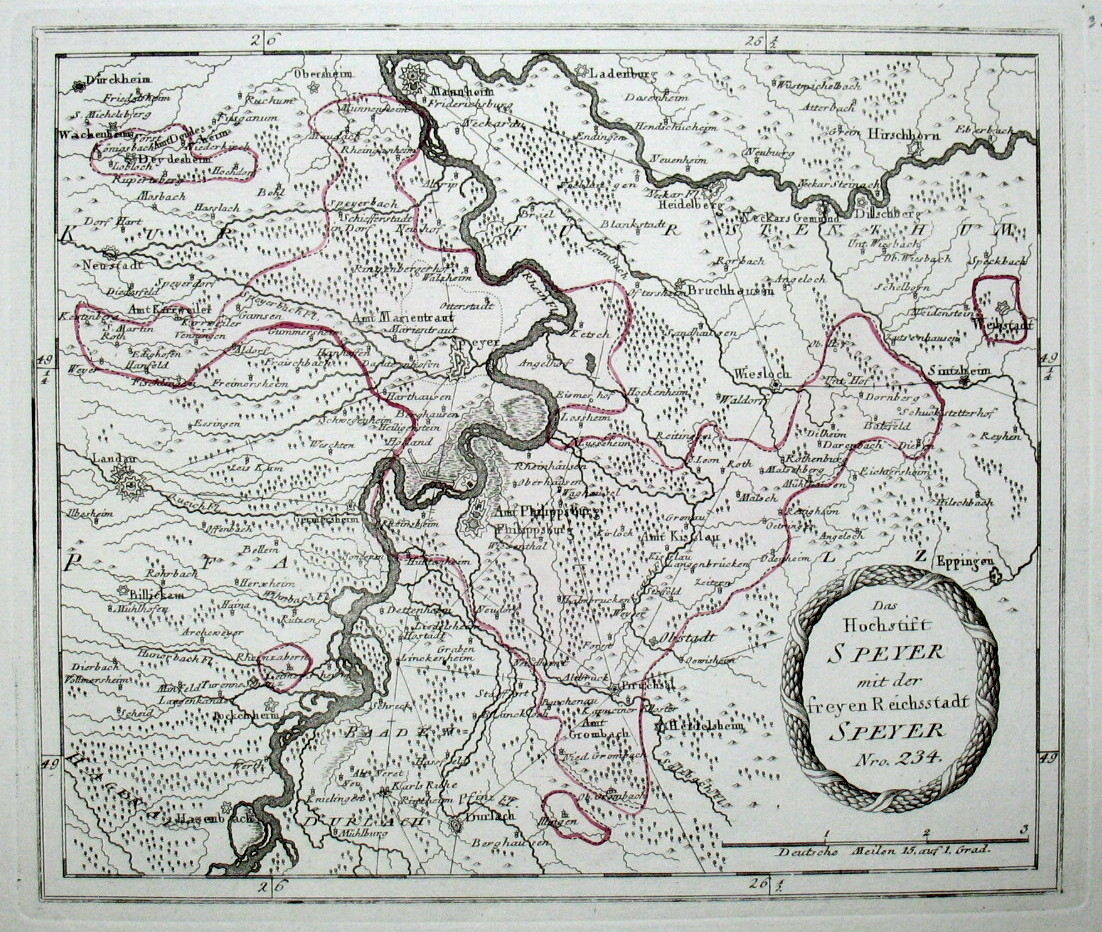
Karte des Hochstifts Speyer von 1793/94. Das Amt Deidesheim liegt im Nordwesten und ist territorial vom übrigen Gebiet des Hochstifts abgetrennt.

Das Amt Deidesheim war eine Verwaltungseinheit des Hochstifts Speyer mit Sitz in Deidesheim.

## Geschichte
Die Gegend um Deidesheim gelangte durch Schenkungen des Speyerer Bischofs Johannes I. im Jahr 1100 endgültig in den Besitz der Speyerer Bischöfe, die hier bereits früher Besitzungen hatten. Mit Deidesheim war ursprünglich das benachbarte Niederkirchen bei Deidesheim gemeint; dessen Tochtersiedlung – das heutige Deidesheim – übertraf die Muttergemeinde aufgrund der günstigen Lage an einer Straße und durch die Errichtung einer Burg an Bedeutung und wurde Sitz der Verwaltung. Vermutlich bildete sich um 1300 das Amt Deidesheim als Verwaltungsbezirk.
Die ersten Ortschaften des Amts waren Deidesheim und Niederkirchen. Es vergrößerte sich durch die Käufe von Forst (1474), sowie Teilen von Ruppertsberg (vor 1430/1474) und von Hochdorf (1487). Zeitweise gehörten auch Schifferstadt und Waldsee dazu; diese wurden später dem um 1540 gebildeten Amt Marientraut zugeschlagen. 1632 kamen noch die Orte Königsbach und Lindenberg zum Amt Deidesheim hinzu, nachdem die Ritter von Hirschhorn ausgestorben waren und deren Lehen an das Speyerer Hochstift heimfiel. Zu diesem Lehen gehörten auch Teile von Weidenthal und Gönnheim, jedoch vermochte das Hochstift Speyer seine Ansprüche hier nicht durchzusetzen und gab diese 1709 an die Kurpfalz ab. Einer Deidesheimer Ortschronik zufolge gehörte auch Grevenhausen zum Amt Deidesheim.
Nachdem der Fürstbischof August von Limburg-Stirum das Amt Marientraut ab 1772 nicht mehr besetzte, fielen auch dessen Gemeinden in die Zuständigkeit des Deidesheimer Amtmanns; dazu zählten Schifferstadt, Waldsee, Dudenhofen, Berghausen, Harthausen, Heiligenstein, Diedenhofen, Hanhofen und Geinsheim. Die Kellerei (Finanzverwaltung) des Amts Marientraut blieb jedoch eigenständig.
Am 28. Dezember 1793 starb der vorletzte Amtmann von Deidesheim, Damian Hugo Stefani, und am 1. Januar 1794 eroberten französische Truppen im Ersten Koalitionskrieg Deidesheim, das massiv ausgeplündert wurde; das Amtshaus und das Schloss wurden dabei verwüstet. Nachdem die Franzosen nach dem 25. Mai 1794 vorerst wieder aus dem Amt Deidesheim zurückgedrängt wurden, ernannte August von Limburg-Stirum, der Fürstbischof von Speyer, Johann Anton Guignard zum Amtmann. Mehrmals wechselte nun Deidesheim den Besitzer, so dass ein geregelter Verwaltungsbetrieb des Amtes kaum mehr möglich war. Schließlich gelang es den Franzosen, ihre Herrschaft links des Rheins zu festigen, nachdem sich die kaiserlichen Truppen am 29./30. Oktober 1796 endgültig ins Rechtsrheinische zurückgezogen hatten. Am 23. Januar 1798 wurde Deidesheim durch François Joseph Rudler zur Kantonshauptstadt erhoben, und der letzte Amtmann Deidesheims, Johann Anton Guignard, sollte Kantonsrichter werden. Am 9. März desselben Jahres wurde allerdings Dürkheim zur Kantonshauptstadt erklärt, weil die Gesinnung der Dürkheimer im Hinblick auf die neuen französischen Machthaber eine bessere gewesen sei. Mit dem Frieden von Lunéville (1801) waren die früheren linksrheinischen Gebiete des Hochstifts Speyer endgültig unter französischer Herrschaft und mit dem Reichsdeputationshauptschluss vom Februar 1803 wurde das Hochstift Speyer aufgelöst und säkularisiert; die bischöflich-speyerischen Beamten wurden vom letzten Fürstbischof Philipp Franz Wilderich Nepomuk von Walderdorf ihres Eides entbunden.

## Amtssitz

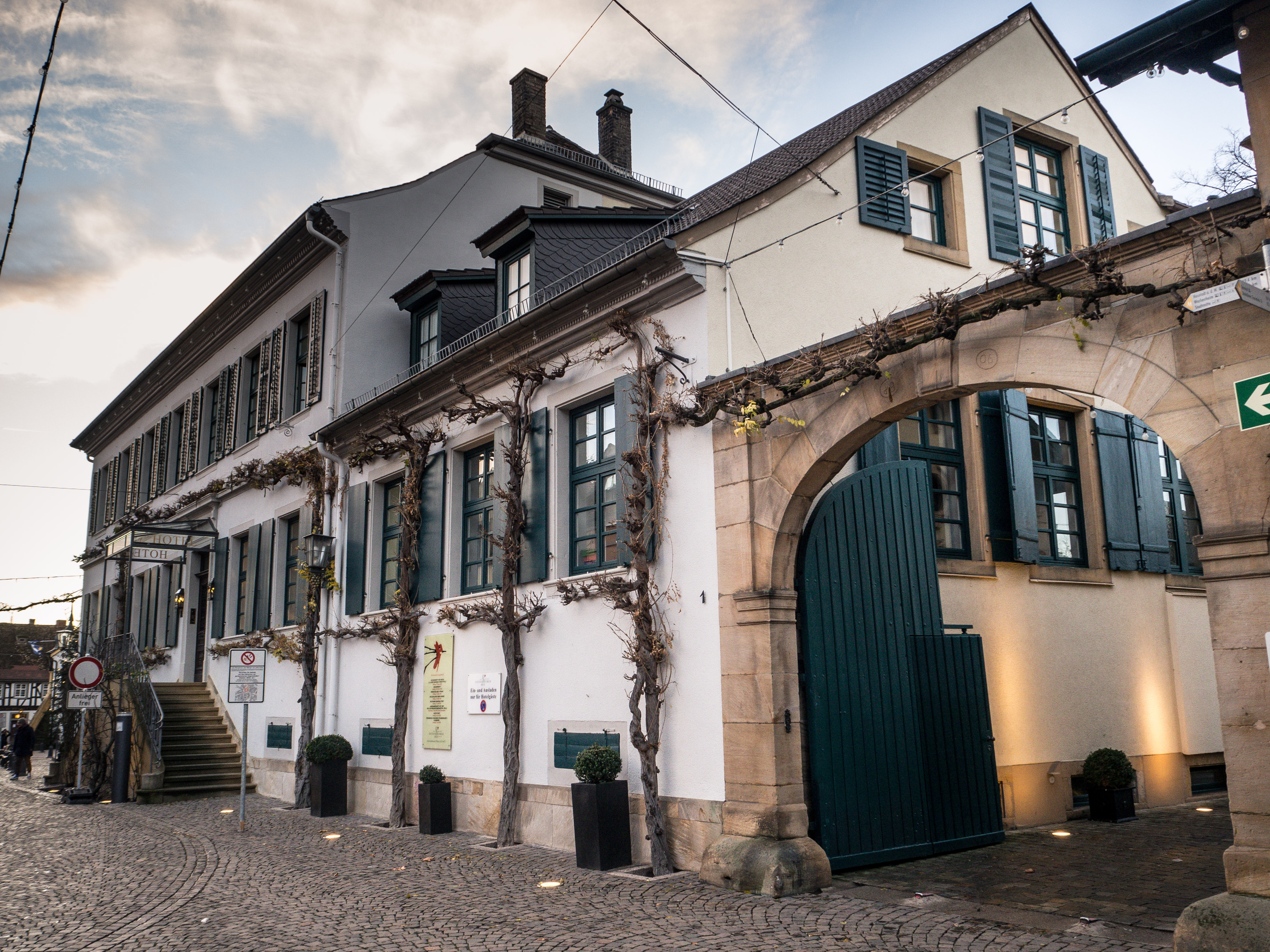
Der Dienheimer Hof beherbergte das Amtshaus bis zum Ende des Amts Deidesheim. Das damalige Gebäude wurde während des Ersten Koalitionskriegs bis auf das Mauerwerk abgerissen. Es wurde zu Anfang des 19. Jahrhunderts zu seiner heutigen Gestalt wiederaufgebaut.

Der Sitz der Vögte bzw. später der Amtmänner war die Burg in Deidesheim. Im westlichen Teil der Burg, dem Viehhof, stand das Amtshaus. Wie der Rest der Stadt erlitt die Burg im Pfälzischen Erbfolgekrieg 1689 schwere Schäden. Von dem damaligen Amtshaus ist heute nichts mehr übrig. Am 4. März 1744 kaufte der Speyerer Fürstbischof Franz Christoph von Hutten zum Stolzenberg den Dienheimer Hof, die frühere Vorburg, und ließ hier ein repräsentatives Amtshaus herrichten; auch ein Gefängnis war hier untergebracht. Es diente als Sitz der Amtmänner und des Verwaltungsapparates – außer der Amtskellerei, die im Schloss blieb – bis zum Einmarsch der französischen Revolutionstruppen in Deidesheim am 1. Januar 1794.

## Amtmänner
Bis zum Ende des 14. Jahrhunderts trugen die Amtmänner den Titel Faut, Vogt oder advocatus; im Folgenden ist eine Auflistung der Vögte und Amtmänner Deidesheims, soweit diese bekannt sind:
- 1347, 1348 Bender (Brendelinus) der Faut
- 1369 von Breitenstein (Breydenstein) der Vogt
- 1373–1380 Heinrich Ring von Saulheim, Edelknecht und Vogt
- 1380–1382 Heinrich von Herbortsheim, Edelknecht und Faut
- 1382–1390 Heinrich Ring von Saulheim
- 1390–1394 Hans von Hirschhorn, Amtmann
- 1394–1397 Wilhelm von Krobsberg (von Altdorf)
- 1397–1400 Heinrich Brodel (von Altdorf)

Zwischen 1400 und 1520 war der Faut von Lauterburg für alle linksrheinischen Ämter zuständig, auch für dasjenige von Deidesheim. Nur 1478 findet sich in einer Urkunde ein Eintrag über einen Amtmann von Deidesheim: Reithard von Hornberg.
- 1522–1524 Wolf von Lewenstein, Amtmann
- 1524–1533 Wolf Georg Link von Schwabach
- 1533–1536 Jakob Burkhardt
- 1536–1543 Friedrich von Lewenstein (neben ihm noch Jakob Burkhardt)
- 1543–1552 Konrad Jung
- 1552–1555 Hans von Löwenstein
- 1555–1562 Konrad Jung

- 1562–1579 Wilhelm von Löwenstein
- 1575 Konrad von Hattstein

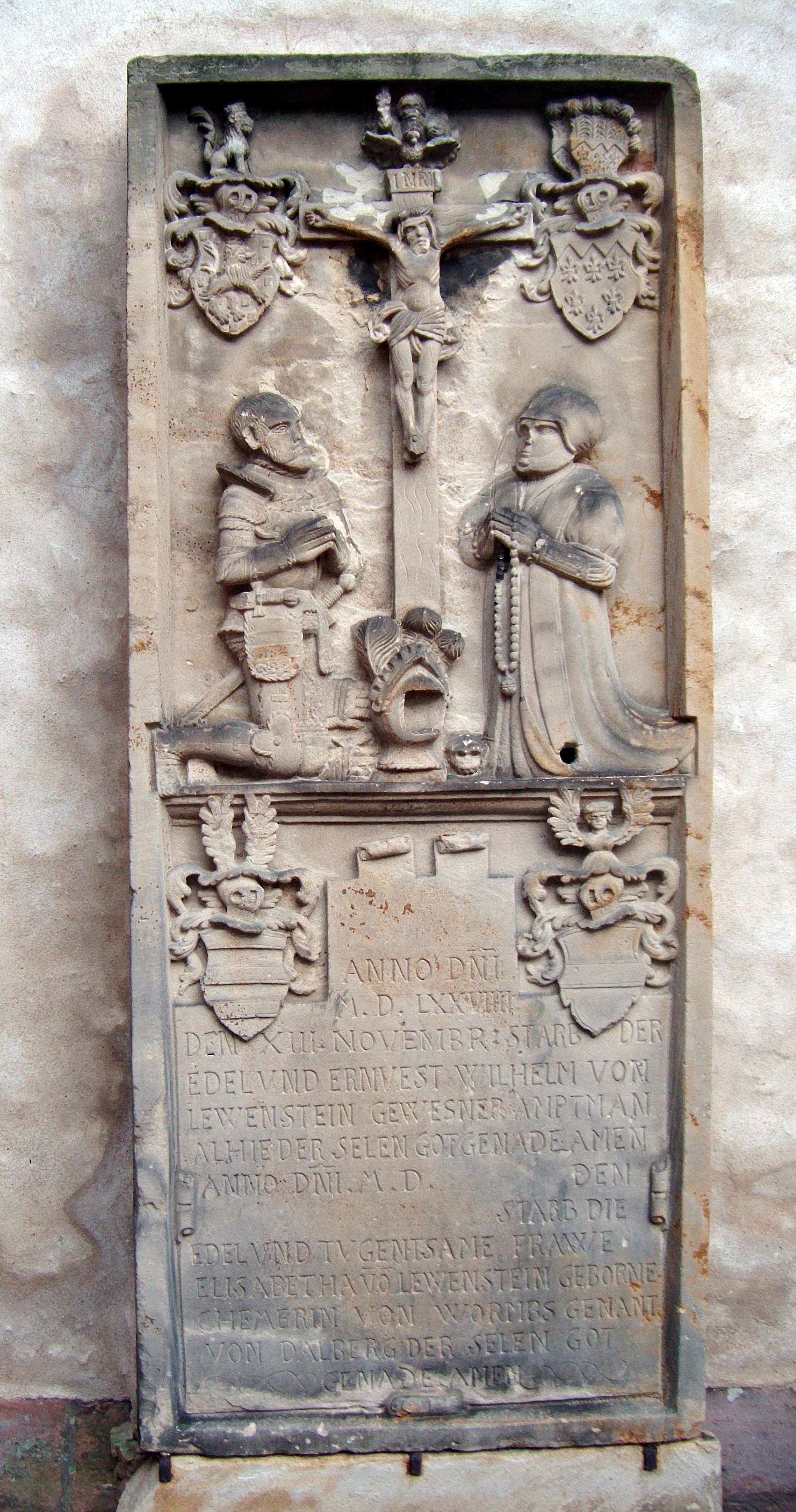
Grabstein des Wilhelm von Löwenstein und seiner Gattin neben der Ulrichskirche in Deidesheim

- 1580–1581 Hans Friedrich von Dienheim
- 1581–1584 Peter Nagel von Dirmstein
- 1584–1594 Konrad von Hattstein
- 1588 Hans Friedrich von Dienheim
- 1595–1605 Friedrich von Wolffen
- 1605–1653 Hans Eberhard von Dienheim
- 1653–1676 Wolfgang Eberhard I. von Dalberg, Geheimer Rat, Hofmarschall[Anm. 1]
- 1677–1680 Friedrich Anton Freiherr von Dalberg, Geheimer Rat
- 1680–1696 Eckenbert Freiherr von Dalberg

Während der Besatzung durch französische Truppen im Pfälzischen Erbfolgekrieg war Johann Peter de Weerth, im Namen des französischen Königs, Oberamtmann auch in Deidesheim (1689–1697)
- 1699–1715 Franz Eckenbert II. Freiherr von Dalberg, hochfürstl. speyer. Geheimer Rat, auch kurtrierischer und hochfürstl. würzburgischer Geheimer Rat; später kurmainzischer Geheimer Rat, Vizedom, Hofrichter und Hofratspräsident

Von 1715 bis 1720 war die Stelle des Amtsmannes in Deidesheim unbesetzt; der Amtskeller Johann Balthasar Henrici übernahm die Vertretung.
- 1720–1727 Johann Ludwig Freiherr von Boineburg, Obermarschall, Geheimer Rat, Exzellenz, Amtmann
- 1727–1729 Franz Anselm Freiherr von und zu der Hees, Geheimer Rat, Obrist, Kämmerer, Exzellenz, Amtmann

Von 1729 bis 1741 war die Stelle des Amtmannes unbesetzt; der Amtskeller Döring übernahm die Vertretung.
- 1741–1775 Georg Adam Karl Walther, Amtmann, Hofrat
- 1775–1779 Franz Christoph Fidelis Alth, Amtmann, Hofrat
- 1776–1785 Freiherr von Pöllnitz, Hofjunker, Oberamtmann
- 1779–1789 Peter Anton Hertz, Amtmann
- 1789–1793 Damian Hugo Stefani, Hofrat
- 1794 Konrad Theodor Hartleben, Hofrat
- 1794–1798 Johann Anton Guignard, Amtmann